# Szezám utca: A madár nyomában
A Szezám utca: A madár nyomában (eredeti cím: Sesame Street Presents: Follow that Bird) 1985-ben bemutatott egész estés amerikai zenés filmvígjáték, amely a Szezám utca című televíziós sorozat alapján készült.
Az Amerikai Egyesült Államokban 1985. augusztus 2-án mutatták be a mozikban. Magyarországon 1999. január 1-jén az RTL Klub-on sugározták először.

## Cselekmény
Big Birdöt egy jóhiszemű madárbarát, Miss Finch elviszi Illinoisba, hogy ott egy madárházban társaival élhessen. A madár azonban nem érzi jól magát és hosszú útra indul otthona, New York felé.

## Szereplők

### Szinkronhangok
| Szereplő               | Eredeti hang       | Magyar hang[forrás?] |
| ---------------------- | ------------------ | -------------------- |
| Nagy madár             | Caroll Spinney     | Kerekes József       |
| Morcos Oszkár          | Caroll Spinney     | Kassai Károly        |
| Bruno, a kukás         | Caroll Spinney     | N/A                  |
| Ernie                  | Jim Henson         | Háda János           |
| Breki                  | Jim Henson         | Háda János           |
| Bert                   | Frank Oz           | Balázsi Gyula        |
| Süti szörny            | Frank Oz           | N/A                  |
| Grover                 | Frank Oz           | N/A                  |
| Aloysius Snuffleupagus | Martin P. Robinson | N/A                  |
| Telly szörny           | Martin P. Robinson | N/A                  |
| Gróf Von gróf          | Jerry Nelson       | N/A                  |
| Herry szörny           | Jerry Nelson       | N/A                  |
| Miss Finch             | Sally Kellerman    | Halász Aranka        |
| Dodo apuka             | Brian Hohlfeld     | Kránitz Lajos        |
| Dodo anyuka            | Laraine Newman     | Némedi Mari          |
| Dodo Marie             | Cathy Silvers      | N/A                  |
| Dodo Donnie            | Eddie Deezen       | N/A                  |
| Madame Chairbird       | Noel MacNeal       | N/A                  |
| Gladys, a tehén        | Richard Hunt       | N/A                  |

### Élőszereplők
| Szereplő        | Színész          | Magyar hang[forrás?] |
| --------------- | ---------------- | -------------------- |
| Linda           | Linda Bove       | néma szereplő        |
| Luis Rodriguez  | Emilio Delgado   | N/A                  |
| Susan Robinson  | Loretta Long     | N/A                  |
| Maria Rodriguez | Sonia Manzano    | Makay Andrea         |
| Bob Johnson     | Bob McGrath      | N/A                  |
| Gordon Robinson | Roscoe Orman     | Csuha Lajos          |
| Olivia Robinson | Alaina Reed      | N/A                  |
| Willy           | Kermit Love      | N/A                  |
| Sam Sleaze      | Dave Thomas      | N/A                  |
| Sid Sleaze      | Joe Flaherty     | Szokol Péter         |
| Ruthie Darcy    | Alyson Court     | N/A                  |
| Floyd Darcy     | Benjamin Barrett | N/A                  |

## Betétdalok
1. The Grouch Anthem – Oscar, Grouch chorus
2. Ain't No Road Too Long – Waylon Jennings, Gordon, Olivia, Cookie Monster, Count von Count, Grover, Bert, Ernie, Big Bird, Oscar, Maria, Telly, Olivia, Miss Finch, Honker
3. One Little Star – Big Bird, Olivia, Mr. Snuffleupagus
4. Easy Goin' Day – Big Bird, Ruthie, Floyd
5. Upside-Down World – Ernie, Bert
6. I'm So Blue – Big Bird

## Televíziós megjelenések
RTL Klub